# Chilchitparyak Bootwansirina
Chilchitparyak Bootwansirina (en tailandés: ชิลชิตพยัค บุตรวรรณสิริณา; 2 de diciembre de 1975) es una deportista tailandesa que compite en tenis de mesa adaptado. Ganó una medalla de bronce en los Juegos Paralímpicos de París 2024, en la prueba de dobles (clase WD5).

## Palmarés internacional
| Juegos Paralímpicos | Juegos Paralímpicos | Juegos Paralímpicos | Juegos Paralímpicos |
| Año                 | Lugar               | Medalla             | Prueba              |
| ------------------- | ------------------- | ------------------- | ------------------- |
| 2024                | París (Francia)     | Medalla de bronce   | Dobles WD5          |